# Michael Sauser

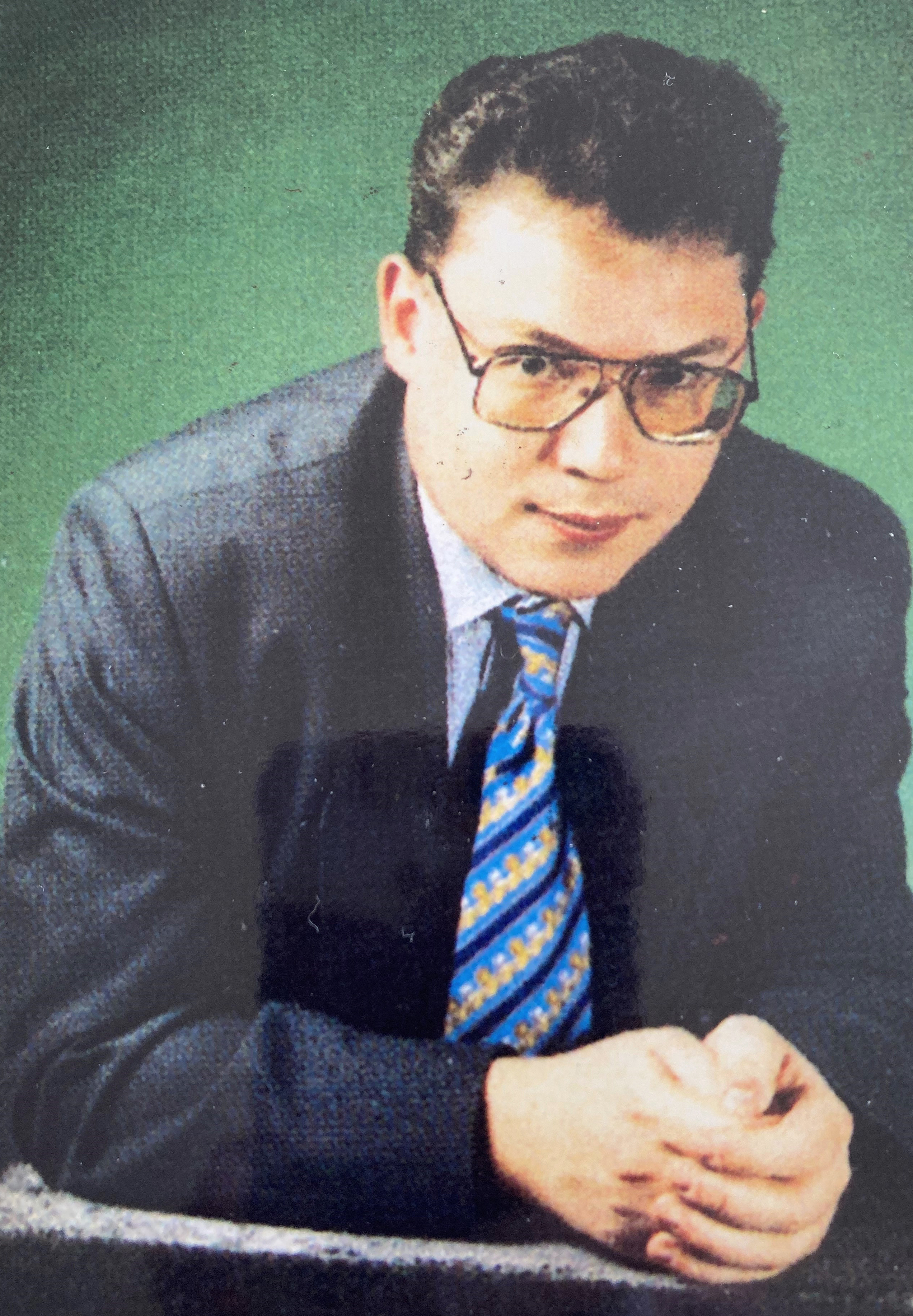
Michael Sauser

Michael Sauser (* 21. September 1973 in Zürich; † 29. Januar 2016 in Berlin) war ein Schweizer Jurist, Manager für Opernsänger und Dirigenten sowie Weltrekordhalter im Singen der Nationalhymnen der Erde.

## Biografie
Michael Sauser wuchs in der Schweiz (Zürich, Glarnerland und Luzern) auf. Er studierte Jura von 1995 bis 1999 an der Universität Zürich. Das Studium schloss er mit dem Lizenziat in Rechtswissenschaft (lic.iur) ab.
Am 15. Januar 1998 absolvierte er in Lausanne im Olympischen Museum einen Nationalhymnen-Marathon, wobei er in Begleitung des belgischen Pianisten Gilbert de Greeve sämtliche Nationalhymnen der Erde auswendig in der Originalsprache vortrug. Diese Leistung wurde als Rekord für das Guinness-Buch der Rekorde anerkannt.
Danach wurde er für den 28. März 1998 für die Show Wetten, dass..? nach Frankfurt eingeladen, wo er mit den Wettpaten Thomas Anders und Dieter Bohlen fünf von der Jury gewünschten Nationalhymnen vortrug und den Titel des Wettkönigs mit 71 Prozent der Stimmen errang. Das Stabsmusikkorps der Bundeswehr begleitete Michael Sauser bei seinem Vortrag.
Er hatte daraufhin weitere große Erfolge als Interpret von Nationalhymnen bei verschiedenen internationalen Sportveranstaltungen und im Fernsehen, darunter im WDR-„Wahlzirkus“ mit Marion von Haaren sowie im Schweizer Fernsehen, TF1, France 2 und VARA mit Paul de Leeuw.
Seine fünf CDs mit Einspielungen sämtlicher Nationalhymnen der Erde in Originalsprache erschien 2001 im Koch Verlag.
Michael Sauser war ab dem Jahr 2000 als Managing Director in der von ihm und seiner Mutter, der Opernsängerin Elisabeth Promonti, gegründeten Künstlervermittlung Concorde Opera Management tätig. Zunächst in Zürich, anschliessend in Wien und später in Berlin.
Zu seinen Präferenzen gehörten Sprachen, von denen er sieben beherrschte, das Reisen, der Sport, darunter Fussball (daher sein Interesse an den Nationalhymnen), das Fliegen (Pilot zu werden, war laut der Mutter Elisabeth Promonti sein Berufswunsch, aber eine Sehschwäche hinderte ihn daran) und die Oper (Besuche, Vermittlung und Sprachcoaching).
Michael Sauser verstarb im Jahr 2016 in Berlin an den Spätfolgen eines Verkehrsunfalls.

## Diskografie
- 2001: Hymnen der Welt: Europa (Koch Music)
- 2001: Hymnen der Welt: Amerika (Koch Music)
- 2001: Hymnen der Welt: Afrika (Koch Music)
- 2001: Hymnen der Welt: Asien (Koch Music)
- 2001: Hymnen der Welt: Australien/Ozeanien (Koch Music)